# Science-Fiction-Jahr 1818
Übersicht

◄ | 1814 | 1815 | 1816 | 1817 | Science-Fiction-Jahr 1818 | 1819 | 1820 | 1821 | 1822 | ► | ►►

Weitere Ereignisse

## Neuerscheinungen Literatur
| Deutscher Titel | Deutschsprachiges Erscheinungsjahr | Originaltitel                         | Autor        | Anmerkungen |
| --------------- | ---------------------------------- | ------------------------------------- | ------------ | ----------- |
| Frankenstein    | 1912                               | Frankenstein or The Modern Prometheus | Mary Shelley |             |